# Arbovirus
Arbovirus reprezintă o denumire veche, bazată pe criterii mai mult de natură ecologică. Modificările taxonomice (morfologia virală, structură) au dus la distribuirea arbovirusurilor în alte familii: Togaviridae, Bunyaviridae și Reoviridae. Cuprind circa 200-250 specii identificate, dintre care cel puțin 80 provoacă boli la om. 

## Nomenclatură
Denumirea de arbovirus provine de la arthropod borne viruses, virusuri provocate de artropode.

## Căi de trasmitere
Arbovirusurile se transmit prin insecte hematofage , în special prin țânțari și căpușe. Păsările constituie o importantă sursă de viruși pentru țânțari, ce transmit mai departe infecția la cai, alte animale domestice și în final la om. Oamenii sunt gazde finale (nu contribuie la perpetuarea virusuluii) dar sunt gazde definitive (parte a ciclului natural și necesare pentru propagarea virală).

## Lista Arbovirusurilor
- Alpha viruși

| Virus                             | Sindrom clinic | Gazde            | Areal                          |
| --------------------------------- | -------------- | ---------------- | ------------------------------ |
| Sindbis                           | Rash, artrită  | păsări           | Europa, Africa, Australia      |
| Pădurii Semliki                   | Rash, artrită  | Păsări           | Africa                         |
| O'nyong'nyong                     | Rash, artrită  | Primate          | Africa                         |
| Chikungunya                       | Rash, artrită  | Primate, om      | Africa, India, Asia de sud-est |
| Mayaro                            | Rash, artrită  | Primate, om      | America de Sud                 |
| Ross River                        | Rash, artrită  | Mamifere, om     | Australia, Oceania             |
| Estic al encefalitei equine       | Encefalită     | Păsări           | America de Sud                 |
| Vestic al encefalitei equine      | Encefalită     | Păsări, mamifere | America de Nord                |
| Venezuelean al encefalitei equine | Encefalită     | Rozătoare, cai   | America de Sud                 |

- Flaviviruși

| Virus                     | Boala provocată             | Gazde (vertebrate | Areal                              |
| ------------------------- | --------------------------- | ----------------- | ---------------------------------- |
| Denga                     | Febră, stare de rău general | Țânțar            | Asia de sud-est, Africa, Australia |
| West Nile                 | Febră, stare de rău general | Țânțar            | Africa, Orientul Mijlociu          |
| Encefalitei de Sant Louis | Febră cu afectarea SNC      | Țânțar            | SUA, Caraibe                       |
| Encefalitei japoneze      | Febră cu afectarea SNC      | Țânțar            | Japonia, India, Filipine           |
| Kyasanur                  | Febră cu afectarea SNC      | Căpușă            | India                              |
| Murray Valley             | Febră cu afectarea SNC      | Țânțar            | Australia                          |